# 霧の浮舟
霧の浮舟（きりのうきぶね）はロッテが製造販売するチョコレート。
1980年10月発売開始。空気を含んだエアインチョコレートなのが特徴。
2005年にエアインチョコレートの「エアーズ」が後継として発売され、それに伴い一度生産が終了したが、復刻を願う人の声に答え2009年4月に期間限定で復活。その後2013年2月より完全復活として再び生産されている。
2018年2月に販売停止。